# Hans Krull
Hans Vilandt Oldau Krull (født 21. januar 1952 i Svendborg) er grafiker, maler og billedhugger.
Hans Krull har fået sin grafiske uddannelse på kunstakademiet i Krakow i Polen hos professor Mieczyslaw Wejman, 1974 – 1977. Hans Krull er i Århus kendt for sine mange initiativer, blandt andet gavlmaleriet Mågekysset i Fiskergade i Århus midtby og værtshuset Under masken i kælderen i Hotel Royal.
Hans Krull var elev på Den Rejsende Højskoles 1. hold i september 1971, og efter opholdet og turen til Indien flyttede Hans ind i kollektiver i Grønnegade 5 i Aalborg. I tiden i Aalborg lavede Hans mange grafiske tryk til bøger og tidsskrifter.[kilde mangler]
- En af bronze-skulpturerne fra "Tobaksarbejderens Drøm" i Holstebro.
- Hans Krulls kunst-udsmykkede café Under Masken i Aarhus.